# Людвік Шнайдер
Людвіг Шнайдер (пол. Ludwik Schneider, нар. 13 серпня 1899 — пом. 1972, Нью-Йорк, США) — польський футболіст, півзахисник.

## Із біографії
З 1921 по 1923 рік виступав за футбольну команду львівського спортивного товариства «Погонь». У її складі двічі був чемпіоном Польщі. В сезоні 1923/24 перейшов до іншої львівської команди — «Гасмонея». Брав участь у двох лігових чемпіонах Польщі (1927, 1928), де його команда займала 11-е та 13-е місця.
За національну збірну дебютував 2 вересня 1923. У Львові польські футболісти зіграли внічию з збірною Румунії (1:1). через три роки провів свій другий матч за збірну Польщі. 12 вересня 1926, знову таки у Львові, була здобута перемога над турецькою збірною з загальним рахунком 6:1.

## Досягнення
- Чемпіон Польщі (2): 1922, 1923

## Статистика
Статистика виступів у збірній:
| №1 2 вересня 1923 |

| Польща    | 1 : 1 | Румунія  |
| --------- | ----- | -------- |
| Кухар 16' | Звіт  | Гуга 38' |

| ім. Пілсудського (Львів) Глядачів: 10 000 Арбітр: Карл Коппегель (Німеччина) |

Польща: Ян Лот, Людвік Гінтель, Стефан Фриц, Людвік Шнайдер, Станіслав Циковський, Тадеуш Синовець (), Юліуш Мюллер, Юзеф Гарбень, Вацлав Кухар, Мечислав Бач, Леон Сперлінг.
| №2 12 вересня 1926 |

| Польща                                          | 6 : 1 | Туреччина  |
| ----------------------------------------------- | ----- | ---------- |
| Бач 27', 77' Балчер 48' Штоєрманн 50', 68', 71' | Звіт  | Байдар 86' |

| ім. Пілсудського (Львів) Глядачів: 10 000 Арбітр: Франтішек Чейнар (Чехословаччина) |

Польща: Стефан Доманьський, Владислав Карасяк, Ізидор Редлер (Францішек Гєбартовський, 46), Людвік Шнайдер, Вацлав Кухар, Броніслав Фіхтель, Ян Дурка, Зигмунд Штоєрманн, Мечислав Бач, Юзеф Гарбень (), Мечислав Бальцер.